# Simulium fidum
Simulium fidum är en tvåvingeart som beskrevs av Datta 1975. Simulium fidum ingår i släktet Simulium och familjen knott. Inga underarter finns listade i Catalogue of Life.